# Primula flava
Primula flava är en viveväxtart som beskrevs av Carl Maximowicz. Primula flava ingår i släktet vivor, och familjen viveväxter. Inga underarter finns listade i Catalogue of Life.